# 福田薫 (スピードスケート選手)
福田 薫（ふくだ かおる、1955年10月4日 - ）は日本の元スピードスケート選手である。北海道釧路市出身。
釧路第一高等学校卒。
1980年レークプラシッドオリンピック代表に選出され、500m14位、1000m19位となった。